# Hilara moceki
Hilara moceki är en tvåvingeart som beskrevs av Chvala 2008. Hilara moceki ingår i släktet Hilara och familjen dansflugor.
Artens utbredningsområde är Turkiet. Inga underarter finns listade i Catalogue of Life.